# 밀도의존성
밀도의존성(密度依存性, Density Dependence)은 하나의 개체군의 성장에 있어서 환경에 대한 개체군의 밀도가 그 성장을 조절하는 것을 의미한다. 밀도효과(Density Effect)라고도 한다.

## 특성 및 같이 읽기
밀도의존성을 통해 동물의 개체군 밀도는 일정하게 유지된다. 밀도의존성에 반대되는 개념으로는 '앨리 효과'(Allee Effect)가 있다. 미국의 동물생태학자 워더 클라이드 앨리(Warder Clyde Allee)가 발표한 가설로, 밀도가 감소할수록 개체군의 성장률도 낮아지는 현상이다. 이는 개체군의 크기가 심각하게 감소하여 개체가 이성을 찾기 어려워지기 때문에 일어나며, 이 단계에 들어간 개체군을 절멸의 소용돌이에 들어갔다고 표현한다. 
비슷한 개념으로는 부피의존성도 있으며, 이는 한 생명체가 사는 공간의 부피에 맞게 그 성장을 조절하는 것을 의미한다.

## 암세포
일부 세포가 돌연변이 등의 이유로 인해 밀도의존성과 부피의존성을 가지지 않게 된다면 과증식하고, 이렇게 과증식된 부분을 종양, 이 일부 세포를 암세포라고 부른다.

## 같이 보기
- 절멸의 소용돌이